# Stanisław Szwechowicz
Stanisław Szwechowicz (ur. 18 lipca 1949 w Gdańsku) – polski rzeźbiarz, kurator i organizator wielu wystaw.

## Życiorys
Studiował w gdańskiej Państwowej Wyższej Szkole Sztuk Plastycznych w Gdańsku (obecna nazwa uczelni od 1996 r.: Akademia Sztuk Pięknych w Gdańsku), dyplom na Wydziale Rzeźby i Rysunku (1973), w pracowni prof. Alfreda Wiśniewskiego. Pracował w PWSSP w Gdańsku w latach 1974–1984 w pracowni prof. Alfreda Wiśniewskiego. Został prezesem zarządu okręgu gdańskiegoZwiązku Polskich Artystów Rzeźbiarzy. Kierował i prowadził nieistniejącą Gdańską Galerie Rzeźby Związku Artystów Rzeźbiarzy przy ul. Długi Targ 35/38.
Brał udział w wielu wystawach i konkursach rzeźbiarskich krajowych i zagranicznych, m.in. w Norwegii, Włoszech, Francji, i Niemczech. Prace artysty w zbiorach muzealnych (Muzeum Narodowe w Gdańsku, Muzeum Miedzi w Legnicy, Centrum Rzeźby Polskiej w Orońsku) i kolekcjach prywatnych w kraju i za granicą, m.in. w Niemczech, Francji, Holandii, Norwegii i USA. Autor licznych tablic pamiątkowych i płaskorzeźb.
Autor realizacji pomnikowych, m.in.:
- w Gdańsku – komandora Tadeusza Ziółkowskiego, Rybackie Pobrzeże[2]
- w Gdyni – Antoniego Abrahama (Pomnik Antoniego Abrahama w Gdyni), Eugeniusza Kwiatkowskiego i Józefa Piłsudskiego
- w Jastarni – pomnik „Tym , co nie wrócili z morza”
- w Juracie – fontanna „Bogini Juraty”
- w Łebie – pomnik Wesołego Turysty
- w Pucku – generała Józefa Hallera, Ławeczka Mariusza Zaruskiego, Pucka Ławeczka Herbowa
- w Rumi – pomnik Józefa Wybickiego i Hieronima Derdowskiego
- w Sopocie – rzeźba rybaka z Fontanny Jasia Rybaka
- w Świeciu – pomnik „Drzewa”
- w Tarnowie – Eugeniusza Kwiatkowskiego (pomnik E. Kwiatkowskiego), Józefa Piłsudskiego[3], Lecha Kaczyńskiego[4]
- w Toruniu – Józefa Piłsudskiego (Pomnik Józefa Piłsudskiego w Toruniu)
- w Warszawie – Lecha Kaczyńskiego (pomnik Lecha Kaczyńskiego)
- we Władysławowie – generała Józefa Hallera
- w Elblągu – Józefa Piłsudskiego